# Gmina Nikšić
Gmina Nikšić (czarn. Opština Nikšić / Општина Никшић) – gmina w Czarnogórze. W 2011 roku liczyła 72 443 mieszkańców.